# Lluís Bru i Salelles

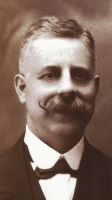
Lluís Bru i Salelles im Jahre 1909

Lluís Bru i Salelles (* 14. Juni 1868 in Ondara, nördlich von Valencia; † 1. September 1952 in Barcelona) war ein Mosaizist und Bühnenbildner des katalanischen Modernisme. Er wird als der bedeutendste Schöpfer von Mosaiken des modernistischen Barcelona betrachtet.

## Abstammung und Laufbahn
Als Sohn und Enkel von Bühnenbildnern entwickelte er von Kindheit an seine künstlerische Begabung als Zeichner. Schon in jungen Jahren nach Barcelona übersiedelt, blieb er zeitlebens mit seinem Atelier in dieser Stadt, wo auch der Großteil seiner Werke zu finden sind. Sein erstes Atelier hatte er ab 1904 in der Carrer d’Enric Granados, Nr. 64. Die ersten Aufträge zur Anfertigung von Mosaiken erhielt er schon ab 1902 vom Architekten Lluís Domènech i Montaner.
Zuvor fertigte er 1901 im Auftrag von Maurici Vilomara Bühnenbilder für das Opernhaus Gran Teatre del Liceu an, von denen die der Oper Hänsel und Gretel im Stadtarchiv von Esplugues de Llobregat noch erhalten sind. Konkret handelt es sich dabei um Zeichnungen, die der Künstler auf der Rückseite selbst signiert hat: die Hütte des ersten Akts, in der die Kinder mit ihren Eltern leben, und die Waldszene, in der sie im zweiten Akt verloren gehen.
1904 reiste er nach Venedig, um sich in der Technik der Mosaikgestaltung fortzubilden. In seinem Wirken als Mosaizist schuf er sein bestes und umfangreichstes Werk. Dabei fällt seine Hingabe an die Gestaltung von bestellbarer Serienkeramik der Fabrik Pujol i Bausis in Esplugues de Llobregat auf, Motive, die man häufig an den Ecksteinen, Fassaden und Traufen modernistischer Gebäude wiederfindet.
Lluís Bru i Salelles ist an den meisten Werken des Modernisme beteiligt, von einfachen Werbeplakaten für Industriegebäude in Badalona über die Ausgestaltung von Kirchenräumen mit römischen Mosaiken in den Fußböden oder in den Apsiden bis hin zu Großbauten, an denen er nahezu immer beteiligt ist, entweder alleine oder in Zusammenarbeit mit Maria Maragliano i Navone oder Eliseu Querol. Er ist der Künstler der Casa Lleó Morera, des Instituts Pere Mata in Reus und der späteren Außenmosaike zur Geschichte des Hospitals de la Santa Creu i Sant Pau (1923). Dieses Gebäude gehört zusammen mit dem Palau de la Música Catalana zum UNESCO-Weltkulturerbe.
Im Palau de la Música Catalana fertigte er die gesamte Dekoration aus Mosaiken und Trencadís an, die zusammen mit den Buntglasfenstern von Antoni Rigalt i Blanch die Elemente modernistischen Kunsthandwerks bilden, die den Charakter dieses Gebäudes prägen.

## Ehrungen
Lluís Bru war zu seiner Zeit sehr anerkannt und gewann 1911 die Medaille der Internationalen Kunstausstellung von Barcelona mit einem Kamin, der den hl. Georg rechts oberhalb des Körpers des toten Drachen zeigt. Die Zeichnung dafür stammte vom Künstler Josep Triadó. Im selben Jahr wiederholte er das Thema an der Casa Barbey, in diesem Fall mit dem hl. Georg zu Pferd. 1925 erhielt er die Goldmedaille auf der Internationalen Ausstellung für dekorative Kunst in Paris.

## Werke
| Jahr      | Name                                    | Ort                   | Architekt                                         | Beschreibung | Foto  |
| --------- | --------------------------------------- | --------------------- | ------------------------------------------------- | --- | ----- |
| 1898–1912 | Institut Pere Mata                      | Reus                  | Lluís Domènech i Montaner                         | psychiatrische Klinik, errichtet im Auftrag von Dr. Emili Briansó Planes und anderen katalanischen Intellektuellen; Lluís Bru fertigte hier mehrere Deckenmosaike.                                                                                            |       |
| 1902      | Apotheke Novellas, heute Apotheke Bolós | Barcelona             | Antoni Falguera i Sivilla                         | Lluís Bru fertigte zusammen mit Mercellí Gelabert die Wand- und Deckenmalereien an. |       |
| 1902–1905 | Casa Lleó Morera                        | Barcelona             | Lluís Domènech i Montaner                         | Gestaltung von Foyer und Treppenhaus |       |
| 1903      | Torre Mauri                             | La Pobla de Segur     | Ramon Mauri i Arnalot                             | Außengestaltung der Sommerresidenz des Bauunternehmers Ramon Mauri i Arnalot |       |
| 1904      | Palau del Baró de Quadras               | Barcelona             | Josep Puig i Cadafalch                            | Lluís Bru gestaltete die römischen Mosaike des Haupteingangs und des Brunnenhofs. |       |
| 1905      | Can Rocosa                              | Canet de Mar          | Lluís Domènech i Montaner                         | Es handelt sich um das Mosaik eines segensspendenden Engels, der eigentlich für den „Pavelló dels Distingits“ des Instituts Pere Mata vorgesehen war, den Domènech i Montaner dann aber in sein eigenes Ateliergebäude integrierte.                           |       |
| 1905      | Eingangspavillon des Friedhofs          | Sentmenat             | Antoni Falguera i Sivilla                         | Es ist ein kleines, rechteckiges Gelände, in dem der Einfluss Antoni Gaudís durch die Verwendung von Trencadís und windungsreicher Kurven spürbar ist. Der Eingangspavillon wird von drei symmetrischen Baukörpern in der Mitte des Geländes gebildet.        |       |
| 1906–1907 | Pla del Palau, 10                       | Barcelona             | Enric Sagnier                                     | Gemäß den Aufzeichnungen des Archivs in Esplugues de Llobregat führte Lluís Bru hier die Deckenmosaike aus. | [ 7 ] |
| 1907–1913 | Casa de la Lactància                    | Barcelona             | Pere Falqués i Urpí und Antoni Falguera i Sivilla | Lluís Bru fertigte für dieses prächtige Haus sowohl die römischen Mosaike der Fußböden als auch die zahlreichen Mosaike der Wandverkleidungen an. |       |
| 1908–1909 | Palau de la Música Catalana             | Barcelona             | Lluís Domènech i Montaner                         | Von Lluís Bru stammen an diesem UNESCO-Weltkulturerbe sowohl das große Orpheusmosaik an der Fassade als auch die Säulendekore und die Deckenverkleidung im Konzertsaal. Diese enthält Medaillons mit den Namen internationaler und katalanischer Komponisten. |       |
| 1908–1911 | La Rotonda                              | Barcelona             | Adolf Ruiz i Casamitjana                          | Am besten erhalten sind in diesem zeitweise als Hotel genutzten Gebäude bis heute Brus Mosaiken an der namensgebenden Kuppel. |       |
| 1909      | Pfarrkirche San Martín                  | Cerdanyola del Vallès | Claudi Duran i Ventosa                            | Lluís Bru gestaltete zu beiden Seiten des Hochaltars je ein Mosaik mit Wundertaten, die dem hl. Martin von Tours zugeschrieben werden: die Auferweckung eines Katechumenen und die Unterwerfung Kaiser Valentinians.                                          | [ 9 ] |
| 1909      | Gerberei Franco-Espanyola               | Mollet del Vallès     | Sebastián Mayol                                   | Bru gestaltete hier drei Mosaike an der Fassade, eines mit dem Firmennamen am Giebel, eine Allegorie der Industrie und eine Allegorie des Handels. |       |

| Jahr      | Name                                               | Ort                                    | Architekt                                            | Beschreibung | Foto   |
| --------- | -------------------------------------------------- | -------------------------------------- | ---------------------------------------------------- | --- | ------ |
| 1910      | Kirche Santa María la Real                         | Ujué                                   | Bauwerk aus dem späten 11. Jahrhundert               | Von 1910 bis 1952 stand in der Kirche ein Altar mit 14 Mosaiken von Lluís Bru, darunter Bilder der 12 Apostel, eine Verkündigung an Maria und die Geburt in Bethlehem. Die Mosaiken wurden 2010 in einem Lager in Ujué wiederentdeckt. | [ 10 ] |
| 1910–1911 | Casa Barbey                                        | La Garriga                             | Joaquim Raspall i Mayol                              | Lluís Bru schuf hier ein großes Mosaik des hl. Georg begleitet von den Wappen von Katalonien und Barcelona über dem Balkon der Westfassade, dazu eine Sonnenuhr am Südgiebel und diverse Wandverkleidungen. Dazu kommt noch im Inneren ein Kamin nach einer Gedichtzeile von Jacint Verdaguer. |        |
| 1910–1917 | Kirche unserer Lieben Frau vom Karmel              | Barcelona                              | Josep Domènech i Estapà und Josep Domènech i Mansana | Die Kirche ist nach formalen byzantinischen Proportionen errichtet. Die üppige Dekoration mit Mosaiken und Wandgemälden von Lluís Bru ist ebenfalls byzantinisch inspiriert. Während des spanischen Bürgerkriegs wurde die Kirche niedergebrannt, die Mosaike trugen aber nur Rauchschäden davon. |        |
| 1910–1918 | Fábrica de Andreis - La Llauna                     | Badalona                               | Joan Amigó i Barriga                                 | An diesem eng an die Wiener Secession angelehnten Gebäude einer Metallfabrik gestaltete Lluís Bru einige Wappenmedaillons an der Längsfassade: das Wappen von Spanien, das der Stadt Badalona und das der italienischen Gemeinde Sampierdarena, wo der Ursprung der Familie de Andreis liegt. Darunter befindet sich noch ein Medaillon, das eine Landschaft mit einem ausbrechenden Vulkan zeigt. |        |
| 1911      | Casa Comalat                                       | Barcelona                              | Salvador Valeri i Pupurull                           | An diesem sehr ungewöhnlichen Gebäude mit klaren Einflüssen Antoni Gaudís gestaltete Lluís Bru die Fassade zur Carrer Còrsega mit überreichem Mosaikdekor. |        |
| 1911      | Sühnetempel des Heiligsten Herzens Jesu            | Barcelona (Tibidabo)                   | Enric Sagnier                                        | Hier gestaltete Lluís Bru die beeindruckenden Mosaike der 1911 fertiggestellten fünfschiffigen Krypta. Jedes der Schiffe endet in einer mosaikgeschmückten Apsis (v. l. n. r.: Maria, Hilfe der Christen; hl. Antonius von Padua; Allerheiligstes Sakrament; hl. Josef; Unsere Liebe Frau von Montserrat). Ein ebenfalls aus seinem Atelier stammendes Tympanon über dem Hauptportal wurde 1936 zerstört und 1955 von seinem Sohn Josep Bru neu gestaltet. |        |
| 1911      | Ladengeschäft Casa Texidor                         | Barcelona                              | Joaquim Raspall i Mayol                              | Das Geschäft widmete sich Schreibwaren und Künstlerbedarf und bestand bis 1995. Derzeit wird es von einem Optiker genutzt, der aber das bestehende Design von Raspall und Lluís Bru sehr respektiert hat. |        |
| 1911      | Casa Doctor Genové                                 | Barcelona                              | Enric Sagnier                                        | In dem schmalen Haus mit einem Tudorbogen befanden sich die Apotheke und das Labor des Besitzers. Lluís Bru gestaltete das Fassadenmosaik. |        |
| 1911      | frühere Textilfabrik Casaramona, heute Caixa Forum | Barcelona                              | Josep Puig i Cadafalch                               | Das große Mosaik mit dem Firmennamen am Turm auf dem Fabrikgelände stammt von Lluís Bru. |        |
| 1912      | Geschäftshaus Maldonado, Martínez & Cia.           | Buenos Aires, Avenida Belgrano 1758/66 | Pascual Sanz Barrera                                 | An diesem leider heute abgerissenen Geschäftshaus schuf Lluís Bru sein einziges Werk außerhalb Spaniens. | [ 14 ] |
| 1913–1918 | Bahnhof Estaciò del Nord                           | Valencia                               | Demetri Ribes i Marco                                | Die üppige Mosaikdekoration Lluís Brus, die hier mit Keramikverzierungen an den Säulen und einer sehr filigranen Tischlerarbeit kombiniert ist, konzentriert sich thematisch auf die landwirtschaftliche Produktion von Orangen. Die Halle, die Decken, die Säulen und der aktuelle Informationsbereich wurden durch ihn gestaltet und stehen seit 1987 unter Denkmalschutz. Interessanterweise gibt es Mosaikpaneele mit dem Wunsch für eine gute Reise (in Deutsch ist „Glückliche Reise“ zu lesen) in diversen Sprachen (z. B. Arabisch, Englisch, Griechisch, Italienisch, Russisch), aber nicht auf Katalanisch. |        |
| 1914      | Casa Cuyàs Ferrer                                  | Barcelona                              | Antoni Millás i Figuerola                            | An diesem Gebäude, das durch seine halbzylindrische Achse an der Gebäudeecke hervorsticht, gestaltete Lluís Bru den Mosaikfries entlang des gesamten Obergeschosses. |        |
| 1917      | Casa Teresa Font                                   | Barcelona                              | Manel Comas i Thos                                   | Die Fassade zeigt ein großes Mosaik Brus über 3 Stockwerke hinweg. |        |

| Jahr               | Name                                 | Ort       | Architekt                 | Beschreibung | Foto   |
| ------------------ | ------------------------------------ | --------- | ------------------------- | --- | ------ |
| 1920               | Botiga Amadeo Carbonell              | Barcelona | unbekannt                 | Die Mosaiken bestehen hier aus Tesserae in glasierter Keramik. Neben der Ladentür stehen auf blauem Grund links eine Fackel mit dem Wort LUZ („Licht“) und rechts zwei durch einen Riemen verbundene Maschinen mit dem Wort FUERZA („Kraft“).                                                            |        |
| 1922               | Cordelería Domènech                  | Badalona  | Joan Amigó i Barriga      | An dieser alten Seilerei fertigte Bru ein großes Mosaik mit dem Firmennamen und einem Medaillon mit zwei an einer Fangleine hängenden Fischen an. 2014 wurde das Mosaik vom Museum der Stadt Badalona entfernt und konserviert, da das Fabrikgebäude abgerissen wurde.                                   | [ 16 ] |
| 1923               | Hospital de la Santa Creu i Sant Pau | Barcelona | Lluís Domènech i Montaner | Am Verwaltungsgebäude fertigte Lluís Bru die letzten beiden Mosaike zur Geschichte des Hospitals an. Diese stellen zum einen den Abschluss der Bauarbeiten am Vorabend von Weihnachten 1909 und zum anderen die Grundsteinlegung für die Kirche des Hospitals am 11. März 1923 dar.                      |        |
| 1924–1925 und 1942 | Basilika des hl. Joseph Oriol        | Barcelona | Enric Sagnier             | Der Mosaikfries von Lluís Bru über dem Eingang zur Basilika zeigt den Heiligen mit Klerikern auf der rechten und weltlichen Würdenträgern auf der linken Seite. Das Werk, das im spanischen Bürgerkrieg beschädigt worden war, wurde 1942 von ihm selbst zusammen mit seinem Sohn Josep Bru restauriert. |        |
| 1934               | Apotheke Viladot                     | Barcelona | Fèlix Cardellach i Alivés | Im Innenraum, den heute ein Floristenbetrieb einnimmt, befanden sich Malereien und Mosaike von Llúis Bru. Die Mosaikpaneele an der Fassade sind Werke seines Sohnes Josep. |        |

## Die Folgegenerationen

### Josep Bru i Masipó
Als dritter Sohn von Lluís Bru i Salelles 1901 in Barcelona geboren übernahm er das Atelier. Teilweise arbeitete er mit seinen Geschwistern Lluís, der sich aber mehr der Welt des Sports widmete, und Eládia zusammen, die sich als weibliche Figur im Atelier immer diskret im Hintergrund hielt.
Die Langlebigkeit seines Vaters überschattete zum Teil seinen Nachfolger, der aber trotz der geschäftlichen Schwierigkeiten, bedingt durch die zurückgehende Verwendung von Mosaiken nach der Epoche des Noucentisme, die Werkstatt am Laufen hielt. Zur Zeit Josep Brus bestand die Haupttätigkeit in der Restaurierung der im Bürgerkrieg zerstörten Kirchen, neben einigen kirchlichen Aufträgen, wie dem Altar der Unbefleckten Empfängnis in der Pfarrkirche Santa María in Ribes de Freser (1950), dem Altar Unserer Lieben Frau von Montserrat der Kapuzinerkirche von Olot (1946) und die Kirche der Muttergottes der Engel in Barcelona (1942–1957). Die größten privaten Aufträge waren die von Joan March, für den Palau March und das March-Pantheon, beide in Palma de Mallorca. Es handelt sich um großformatige Werke in einem für die 1960er Jahre typischen Stil. Josep Bru starb 1973.

### Lluís Bru i Borrell
Auch er war der dritte Sohn von Josep Bru und wurde 1933 in Barcelona geboren. Er hatte sehr schwierige Zeiten durchzustehen, bis in den 1980er Jahren eine Phase der Wiederentdeckung des modernistischen Erbes und des Bewusstseins für seine Erhaltung begann. Er begann mit der Restaurierung von Werken seines Großvaters, z. B. im Palau de la Música Catalana, der Casa Lleó Morera, der Casa de la Lactància usw., aber auch anderer Mosaike, wie im Jahre 1988 der der Kirche Sant Pacià in Barcelona. Sie war das erste von Antoni Gaudí entworfene Gebäude (1876–1881) und wurde vom Mosaizisten Luigi Pallarin zu Beginn des zwanzigsten Jahrhunderts ausgeschmückt. Seine Hartnäckigkeit ermöglichte es ihm, nicht nur die einzige aktive Mosaikwerkstatt in Barcelona zu bleiben, sondern auch die Originalzeichnungen der Hauptwerke der katalanischen Moderne zu bewahren. Sein Bruder, Josep Bru i Borrell (* 1927), arbeitete an sehr wichtigen Restaurierungen wie dem Palau de la Música Catalana oder dem Sühnetempel auf dem Tibidabo mit, obwohl er immer mit seiner eigenen Werkstatt in Artà (Mallorca) verbunden war. Lluís Bru i Borrell starb 1999.